# Dragon Quest (gra komputerowa)
Dragon Quest (jap. ドラゴンクエスト Doragon Kuesuto), występująca również pt. Dragon Warrior – komputerowa gra fabularna z serii Dragon Quest wyprodukowana przez studio Chunsoft w 1986 roku i wydana przez Enix na konsolę Nintendo Entertainment System oraz komputery MSX. Gracz wciela się w niej w młodego herosa, który musi uratować królestwo Alefgard i ocalić księżniczkę z rąk głównego antagonisty – Dragonlorda. Pole gry było przedstawione w widoku z lotu ptaka, bitwy zobrazowane zostały z perspektywy pierwszej osoby. Gra została zaprojektowana przez Yūjiego Horii, a ścieżkę dźwiękową skomponował Kōichi Sugiyama.